# Grotte d'Altxerri
La grotte d'Altxerri (en basque : Altxerriko leizea ou Altxerriko koba) est une grotte ornée située dans la municipalité d'Aya, dans la province du Guipuscoa, dans la communauté autonome du Pays basque, en Espagne. Elle abrite des gravures pariétales datées du Paléolithique supérieur. Elle a été inscrite en 2008 sur la liste du Patrimoine mondial de l'Unesco, au sein de l'ensemble dénommé Grotte d'Altamira et art rupestre paléolithique du Nord de l'Espagne.

## Art pariétal
La grotte d'Altxerri abrite l'un des plus grands ensembles de figures pariétales de la région. Il compte environ 120 gravures, dont 92 d'animaux. Le bison est l'animal le mieux représenté, avec un total de 53 gravures. Les autres animaux présents dans la grotte sont le renne avec 6 gravures, 4 cerfs et caprins, 3 chevaux et aurochs, 2 antilopes saïga, un carcajou, un renard, un lièvre et un oiseau.
Le style des gravures se rattache à l'école dite franco-cantabrique, caractérisée par le réalisme des figures.

## Datation
Les gravures ont d'abord été attribuées au Magdalénien. Toutefois, les gravures situées dans la galerie supérieure, notée Altxerri B, ont été datées en 2013 parmi les plus anciennes figures pariétales d'Europe, avec un âge estimé à 39 000 ans avant le présent (AP),. 

## Protection
La grotte d'Altxerri a été déclarée Bien d'intérêt culturel en 1984. Elle a été inscrite en 2008 sur la liste du Patrimoine mondial, avec seize autres grottes ornées situées dans le Nord de l'Espagne, dans le cadre de l'ensemble dénommé Grotte d'Altamira et art rupestre paléolithique du Nord de l'Espagne.